# Abd al Malik (artiste)
Pour les articles homonymes, voir Abd al-Malik et Fayette.
Abd al Malik, né Régis Fayette-Mikano le 14 mars 1975 dans le 14e arrondissement de Paris, est un rappeur, auteur-compositeur-interprète, écrivain, metteur en scène, réalisateur et scénariste français. Il fonde en 1988 avec son frère aîné Bilal et son cousin Aissa, le groupe de rap New African Poets (abrégé N.A.P.). Abd al Malik choisit son nom de conversion et de scène en référence à son propre prénom de naissance (Regis - « du roi » en latin - correspondant au mot arabe Malik : « roi »).
En 2004, Abd al Malik publie son premier album solo, Le Face à face des cœurs, qui atteint la 155e place des classements français. La même année, Abd al Malik publie le récit autobiographique Qu'Allah bénisse la France, dans lequel il explique son cheminement et défend un Islam réfléchi, fait de tolérance et de désir d'intégration. L'ouvrage obtient en Belgique le Prix Laurence Trân 2005 et est adapté par le rappeur pour le cinéma en 2014.
En 2006, il publie son deuxième album, Gibraltar, qui atteint la 13e place des classements français.
En novembre 2007, il présente un nouveau projet, le collectif Béni-Snassen composé de New African Poets (NAP), Wallen, Bil'in, Hamcho, Matteo Falkone et lui-même, engagé contre l'illettrisme ; le collectif publie, l'année suivante, en 2008, un album intitulé Spleen et Idéal. En novembre 2015, il publie son cinquième album, Scarifications, intégralement produit par Laurent Garnier.

## Biographie

### Jeunesse et débuts (1975-2004)
Régis Fayette-Mikano est né le 14 mars 1975 dans le 14e arrondissement de Paris, d'un père haut fonctionnaire de la République du Congo. Entre 1977 et 1981, il vit avec sa famille à Brazzaville. À son retour en France en 1981, il grandit dans une cité HLM du quartier du Neuhof à Strasbourg, après le divorce de ses parents, où sa mère l'élève seule avec ses six frères et sœurs. Tout jeune, il chantait à l'église comme enfant de chœur et dit avoir toujours été croyant. Grâce[pas clair] notamment à une enseignante qui l'oriente vers le collège privé Sainte-Anne à Strasbourg, il poursuit ses études. Il est entrainé très jeune dans la délinquance (vol à la tire et vente de drogue).
Né dans une famille chrétienne catholique, Abd Al Malik s’est converti à l’islam dans sa jeunesse. Il suit depuis 1999 la voie du soufisme, en devenant disciple du maître spirituel marocain Sidi Hamza al Qâdiri Boutchichi, une affiliation qu’il évoque régulièrement dans ses œuvres et interviews.
La vue d'amis morts de surdose l'ayant beaucoup marqué, il se retire de la délinquance et se plonge dans les livres. C'est en particulier la lecture de la Divine Comédie de Dante qui l'a « fait devenir adulte ». Sa victoire sur la dyslexie change pour lui le rapport au monde et à l'écriture. Il est admis au lycée Notre Dame, puis intègre l'université des sciences humaines de Strasbourg dans un double cursus philosophie et lettres classiques. Il fonde en 1988, avec son frère aîné Bilal et son cousin Aissa, le groupe de rap New African Poets. Au même moment, Abd al Malik choisit son nom de scène en référence à son propre nom de naissance. Son prénom « Régis », qui signifie « du roi » en latin, se dit « Malik » en arabe. Il devient en 1999 disciple du maître spirituel marocain Sidi Hamza al Qâdiri Boutchichi.

### Carrière exclusivement musicale (2004-2014)

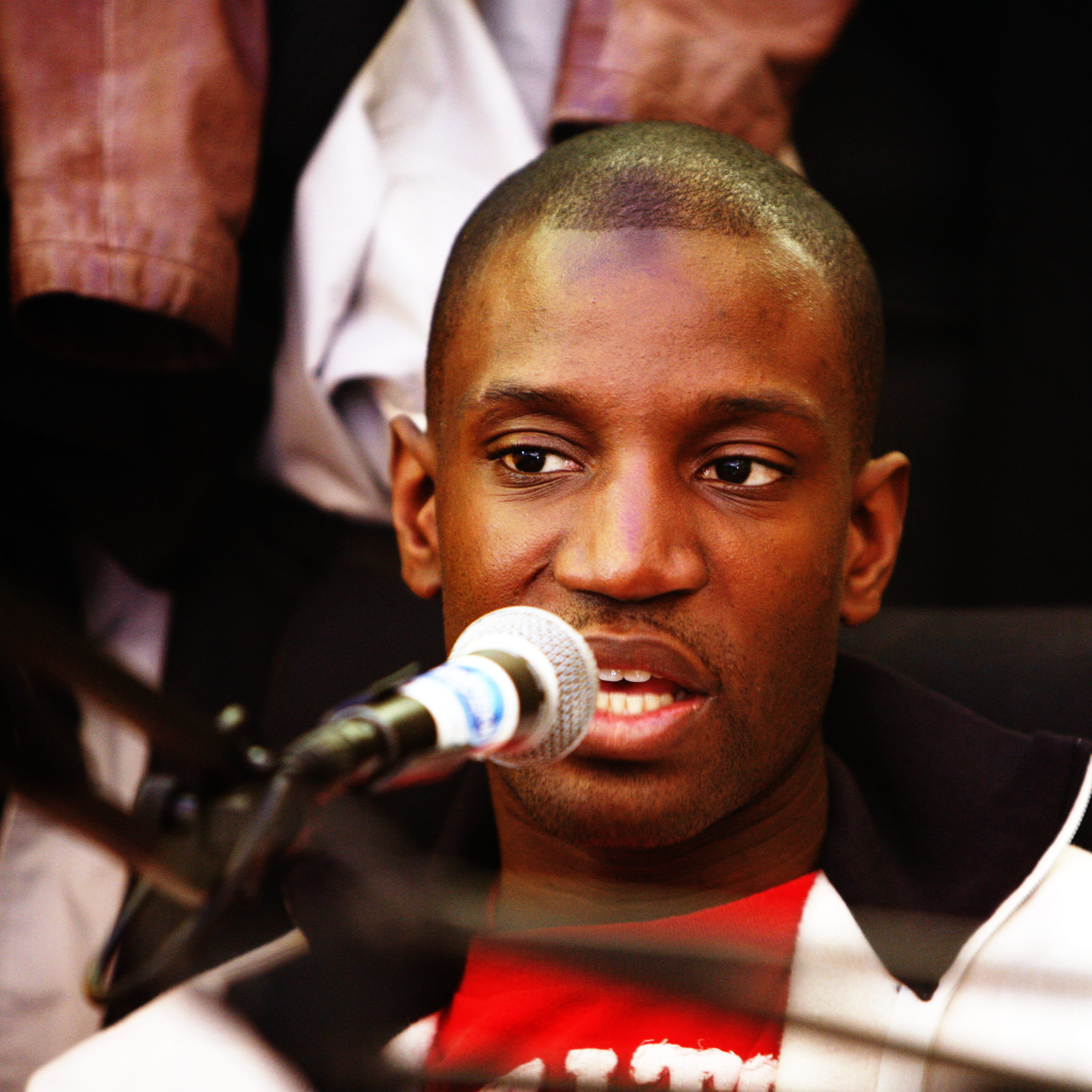
Abd al Malik aux Eurockéennes en 2007.

En 2004, il publie son premier album solo, Le Face à face des cœurs, qui atteint la 155e place des classements français. En 2006, il publie son deuxième album, Gibraltar, qui atteint la 13e place des classements français, et qui compte au total plus de 250 000 exemplaires vendus en 2008.
En novembre 2007, il présente un nouveau projet, le collectif Béni-Snassen composé de New African Poets (NAP), Wallen, Bil'in, Hamcho, Matteo Falkone et lui-même, engagé contre l'illettrisme. En 2008, le collectif publie un album intitulé Spleen et Idéal.

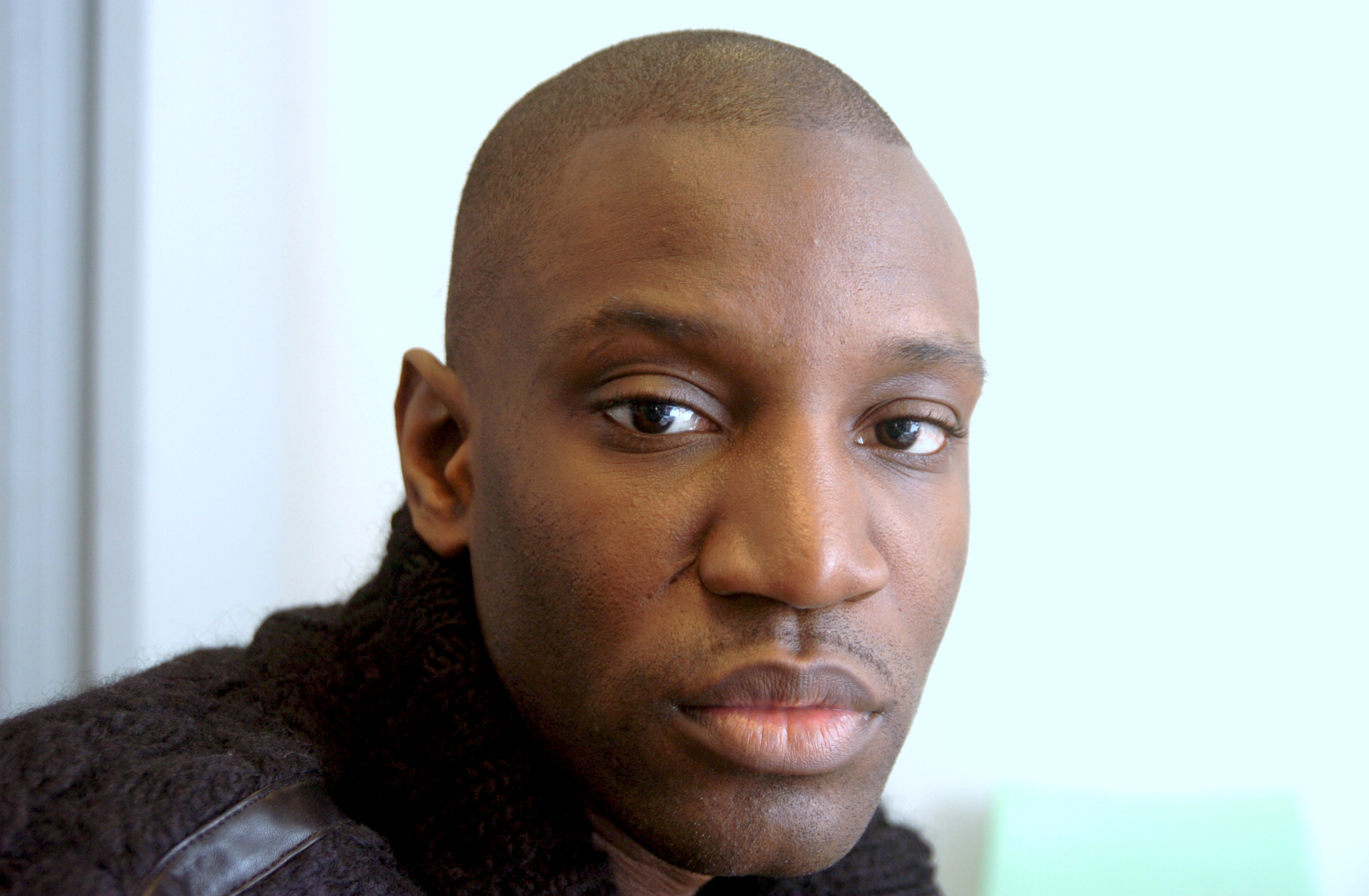
Abd al Malik, le 30 octobre 2008 à Paris.

Toujours en 2008, il participe à l'album Last Night de Moby sur le titre La même nuit (version française du titre Alice). Il publie également son troisième album solo, Dante, en novembre 2008, aux labels Polydor/Universal Music,,. En 2009, à la suite de sa collaboration musicale avec Gérard Jouannest, compositeur attitré de Jacques Brel et époux de Juliette Gréco, il écrit plusieurs textes pour la chanteuse.

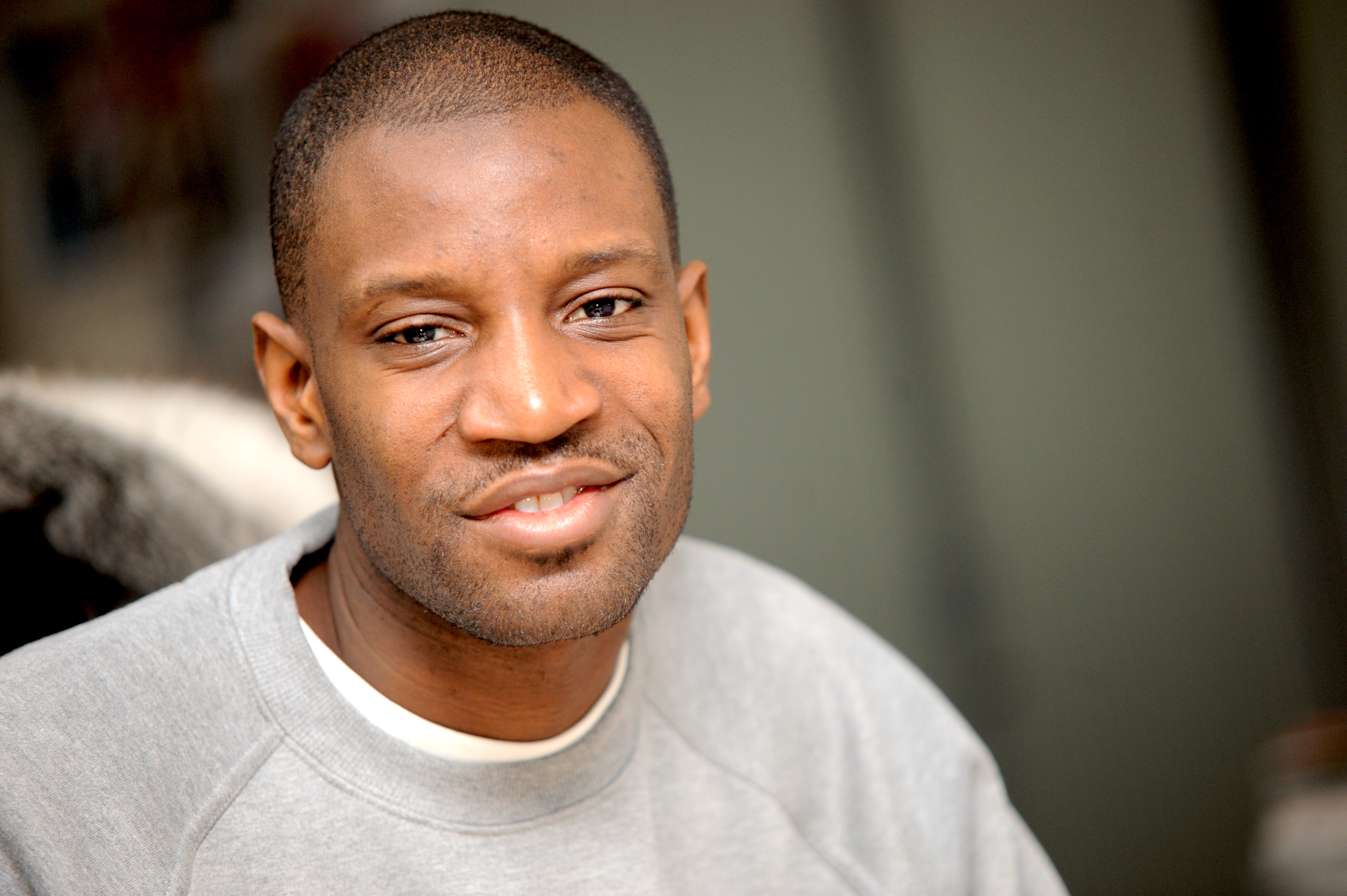
Abd al Malik, le 23 février 2010 à Paris.

### Diversification (depuis 2014)
En 2014-2015, l'un des épisodes de la série télévisée documentaire Frères d'armes, diffusée sur les chaînes de la télévision publique française, est agrémenté de la voix d'Abd al Malik.
En août 2014 sort le film Qu'Allah bénisse la France, comédie dramatique réalisée par Abd al Malik.
En novembre 2015, il publie son cinquième album, Scarifications, intégralement produit par Laurent Garnier.
En octobre 2019, il met en scène au Théâtre du Châtelet la pièce d'Albert Camus, Les Justes.
En février 2021, il crée la mini-série Cités, composée de 12 épisodes de 60 secondes maximum, disponible exclusivement sur le réseau TikTok sur le compte d'Amazon Prime Video. Il veut montrer la connexion entre la jeunesse et le patrimoine français.
En avril 2024, il réalise la série 9.3 BB pour la plateforme france.tv, composée de huit épisodes et écrite avec sa femme Wallen, le titre faisant référence aux quartiers populaires de la Seine-Saint-Denis. La série raconte l'histoire de Leïla, sa vie dans une cité puis sa rencontre avec le théâtre qui va changer sa vie. Le message d'optimisme d'Abd al Malik est : « venir d'un milieu socioculturel difficile n'est pas une fatalité ».

## Style musical
Son œuvre s'inspire de l'islam soufi auquel il s'est converti au cours de son adolescence. Abd al Malik milite depuis pour la paix et pour un « vivre ensemble ». Son style musical mêle rap, jazz et slam au ton volontiers « sérieux ». Il n'hésite pas à faire référence à d'autres chanteurs de langue française, comme Jacques Brel dont il reprend la chanson Ces gens-là, ou Claude Nougaro dans Paris Mai et Le Faqir. Ses chansons cherchent à mettre en valeur un texte fort de sens et d'émotion, chanté ou clamé, accompagné d'une musique qui doit appuyer l'intensité des paroles.
La ligne de conduite esthétique pour la création de son second album Gibraltar était de « déconstruire dans la forme la notion même de rap tout en restant hip hop ». Il se met à penser que, dans le slam comme dans l'islam, il avait une posture de paraitre et non d'être parce que trop inquiet de la réaction du public, préoccupé par les opinions des gens. « Il m'a fallu déconstruire pour reconstruire. Mais rien de bon ne peut sortir hors de l'amour et hors de l'acceptation de l'autre » résume-t-il en évoquant son cheminement, « même si cela n'est pas toujours facile ».

## Accueil critique
Apprécié par une partie de la presse, Abd Al Malik est aussi critiqué. Dans un article intitulé « Rap domestiqué, rap révolté » et publié dans Le Monde diplomatique en septembre 2008, le journaliste Jacques Denis considère que l'œuvre d'Abd Al Malik est trop consensuelle et facilement récupérable politiquement par la droite ou la gauche (par opposition à des rappeurs plus radicaux) : « l'extrême prévisibilité du verbe d'Abd Al Malik ne saurait faire taire l'orage qui menace au-delà du périphérique » et « il ne constitue en fait que la face audible de minorités devenues visibles par une belle opération de communication ».

## Vie privée
Il est marié depuis 1999 avec la chanteuse Wallen. Le couple a quatre enfants.

## Vie publique
En 2011, il soutient officiellement le chef indigène brésilien Raoni dans sa lutte contre le barrage de Belo Monte.
Comme 300 autres artistes connus du public français, Abd al Malik a en mars 2023 cosigné la tribune soutenant le mouvement contre le projet sur les retraites, s'adressant au chef de l’État pour demander le retrait immédiat du projet, considéré "injuste, inefficace, touchant plus durement les plus précaires et les femmes", en plus d'être rejeté "par l'immense majorité de la population, et même minoritaire à l'Assemblée nationale",.

## Ouvrages
En 2004, Abd al Malik publie un récit autobiographique, Qu'Allah bénisse la France !, (Paris, Albin Michel, 2004, 208 p. (ISBN 9782226300430)), dans lequel il explique son cheminement et défend un islam réfléchi, fait de tolérance et de désir d'intégration. L'ouvrage obtient en Belgique le prix Laurence Trân 2005. Abd al Malik écrit l'adaptation du livre, qu'il réalise pour le cinéma, en 2014,.
En 2009, il publie La guerre des banlieues n'aura pas lieu, (Paris, Le Cherche midi, 2009, 180 p. (ISBN 978-2-7491-1512-2)) qui obtient le prix de littérature politique Edgar-Faure en 2010.
En 2012 paraît Le dernier Français, (Paris, Le Cherche midi, 2012, 240 p. (ISBN 978-2-7491-2237-3)) préf. Mazarine Pingeot.
En 2013 suit L'Islam au secours de la République, (Paris, Flammarion, 2013, 146 p. (ISBN 978-2-0812-9033-4)).
En 2015, Place de la République, (Paris, Indigène éditions, 2015, 32 p. (ISBN 1090354800))
En 2016, Camus, l'art de la révolte chez Fayard.
En 2019, Abd al Malik sort en coédition avec Flammarion, Présence africaine et les musées d'Orsay et de l'Orangerie à l’occasion de l’exposition  Le Modèle noir, de Géricault à Matisse, Le Jeune Noir à l'épée, récit poétique au format livre album CD audio. Le rappeur inspiré par le Jeune Noir à l'épée, un tableau de Pierre Puvis de Chavannes, ainsi que par d'autres toiles de maîtres du XIXe siècle, réfléchit à l'identité à l'heure de la mondialisation,,. Un CD de neuf titres inédits accompagne l'ouvrage.
En août 2019, il sort son premier roman, Méchantes blessures, aux éditions Plon.
En août 2023, il rend hommage à Juliette Gréco avec son livre Juliette, aux éditions Robert Laffont.

## Discographie

### Albums studio
- 2004 : Le Face à face des cœurs
- 2006 : Gibraltar
- 2008 : Dante
- 2010 : Château Rouge
- 2015 : Scarifications

### Albums collaboratifs
- 1994 : Trop beau pour être vrai (avec NAP)
- 1996 : La racaille sort 1 disque (avec NAP)
- 1998 : La fin du monde (avec NAP)
- 2000 : À l'intérieur de nous (avec NAP)
- 2008 : Spleen & Ideal (avec Beni Snassen)

### Livre album CD
- 2019 : Le Jeune Noir à l'épée

## Filmographie
- 2014 : Qu'Allah bénisse la France (réalisateur et scénariste)
- 2025 : L'Affaire de l'esclave Furcy, adaptation par Étienne Comar du livre de Mohammed Aïssaoui (réalisateur)[37],[38]

## Théâtre
- 2019 : Les Justes d'Albert Camus au Théâtre du Châtelet (metteur en scène).

## Télévision
- 2014-2015 : Frères d'armes, série télévisée historique de Rachid Bouchareb et Pascal Blanchard : présentation de Max Guedj et William Palcy
- Avril 2024 : série 9.3 BB avec Wallen pour la plateforme france.tv (réalisateur)[15]

## Vidéo
- 2021 : il crée la mini-série Cités[14]

## Récompenses et distinctions

### Récompenses
- 2005 : Prix Laurence Trân en Belgique pour le roman Qu'Allah bénisse la France[27].
- 2006 : Prix Constantin et Prix de l'Académie Charles-Cros pour l'album Gibraltar.
- 2007 : Trophée hip-hop Europe 2 du meilleur slameur 2006.
- 2007 : Victoire de la musique, catégorie « Musiques urbaines » pour l'album Gibraltar.
- 2007 : Prix Raoul-Breton décerné par la Sacem pour l'album Gibraltar.
- 2007 : Trophée meilleur album, décerné par les Césaires de la musique pour l'album Gibraltar.
- 2008 : Victoire de la musique, catégorie « Artiste interprète masculin de l'année ».
- 2009 : Victoire de la musique, catégorie « Musiques urbaines » pour l'album Dante
- 2010 : Prix de littérature politique Edgar-Faure pour le livre La guerre des banlieues n’aura pas lieu[30].
- 2011 : Victoire de la musique, catégorie « Musiques urbaines » pour l'album Château Rouge

### Décorations
Le 27 janvier 2008, il est décoré chevalier dans l'ordre des Arts et des Lettres par la ministre de la Culture Christine Albanel, lors du Marché international de l'édition musicale (MIDEM).
En 2017, il est promu officier de l'Ordre des Arts et des Lettres.
Le 31 décembre 2019, Abd al Malik est nommé au grade d'officier dans l'ordre national des Arts et des Lettres. Il était chevalier depuis 2008, et a été décoré par la ministre de la Culture Christine Albanel.
Le 31 décembre 2019, il est nommé au grade de chevalier dans l'ordre national de la Légion d'honneur au titre de « auteur-compositeur-interprète, écrivain, réalisateur ; 24 ans de services. ».

## Pour approfondir